# Lambrusco di Sorbara rosato
Il Lambrusco di Sorbara rosato è un vino DOC la cui produzione è consentita nella provincia di Modena.

## Caratteristiche organolettiche
- colore: rosato più o meno intenso - spuma vivace, evanescente
- odore: gradevole, fruttato, caratteristico
- sapore: secco o asciutto, abboccato o semisecco, amabile, dolce, di corpo fresco, sapido e armonico

## Produzione
Provincia, stagione, volume in ettolitri
- nessun dato disponibile